# Rados Kornél
Rados Kornél (Pozsonynádas, 1901. február 25. – Budapest, 1985. május 27.)  magyar mérnök, egyetemi tanár, a műszaki tudományok kandidátusa (1959).

## Életpályája
Eredeti neve Rosenthal Kornél. 1926-ban szerzett oklevelet a budapesti József Nádor Műszaki Egyetem Mérnöki Karán. Kezdetben magántervező irodákban dolgozott, ahol a tervezési, földmérési feladatok mellett kivitelezési gyakorlatot is szerzett. 1932-ben saját, magas- és mélyépítési szerkezetek statikájával foglalkozó tervezőirodát indít. Tervei alapján 1944-ig több mint 80  ipari, köz- és lakóépület tartószerkezetét, továbbá a nyergesújfalui vasbeton híd és az újpest-káposztásmegyeri átemelő telep mérnöki feladatait oldották meg. 
1944. októberében munkaszolgálatra hívták be, majd deportálták. Hazatérése (1945. november) után  1948-ig a Fővárosi Építési és Városrendezési Osztály műszaki főtanácsosa, majd vezető tanácsnoka volt. Ezt követően  a negyvenes évek végén ő szervezte meg az Építéstudományi Intézetet és ő volt a  vezetője. 1950. szeptemberétől egyetemi tanári kinevezést kapott az Építőipari és Közlekedési Műszaki Egyetem Építészmérnöki Karán. Megszervezte az Ipari és Mezőgazdasági Épülettervezési Tanszéket, amelynek 1971-ig, nyugállományba vonulásáig vezetője volt. Ő volt a budapesti Műszaki Egyetem rektora 1952 és 1954, illetve 1957 és 1960 között.

## Egyesületi tagságai
- A Magyar Építőművészek Szövetségének, az Urbanisztikai Társaságnak, az Építőipari Tudományos Egyesületnek alapító tagja, az utóbbinak 1949 és 1969 között alelnöke, majd elnöke.

## Főbb mérnöki munkái
- a Goldberger Textilgyár telepein végzett rekonstrukciók és ott épített új épületek,
- a Magyar Divatcsarnok Budapesten, a Rákóczi úton,
- csónakház Békásmegyeren,
- hűtőház Kiskunhalason (1934-35),
- a Hydroxigéngyár Budapesten (1935-40),
- Újpest, Megyeri úti polgári iskola (1938),
- a zagyvapálfalvi üveggyár,
- a záhonyi mozdonyszín (1946).

## Díjai, elismerései
- Az Oktatásügy Kiváló Dolgozója
- Az Alpár Ignác-emlékérem arany fokozata (1959, 1968)
- Az Építőipar Kiváló Dolgozója kitüntetések tulajdonosa

## Főbb írásai
- Ipari épületek tervezése (Bp., 1953)
- Ipartelepek építészete 1-5. (Bp., 1956-1979)

## Emlékezete
Sírja Budapesten a Farkasréti temetőben található.